# Шварцгойзерн
Шварцгойзерн (нім. Schwarzhäusern) — громада  в Швейцарії в кантоні Берн, адміністративний округ Верхнє Ааргау.

## Географія
Громада розташована на відстані близько 45 км на північний схід від Берна.
Шварцгойзерн має площу 3,8 км², з яких на 10,3% дозволяється будівництво (житлове та будівництво доріг), 52,3% використовуються в сільськогосподарських цілях, 34,5% зайнято лісами, 2,9% не є продуктивними (річки, льодовики або гори).

## Демографія
2019 року в громаді мешкало 525 осіб (+9,4% порівняно з 2010 роком), іноземців було 6,1%. Густота населення становила 139 осіб/км².
За віковим діапазоном населення розподілялося таким чином: 21,9% — особи молодші 20 років, 59,2% — особи у віці 20—64 років, 18,9% — особи у віці 65 років та старші. Було 217 помешкань (у середньому 2,4 особи в помешканні).
Із загальної кількості 98 працюючих 14 було зайнятих в первинному секторі, 13 — в обробній промисловості, 71 — в галузі послуг.